# Коконіно (округ, Аризона)

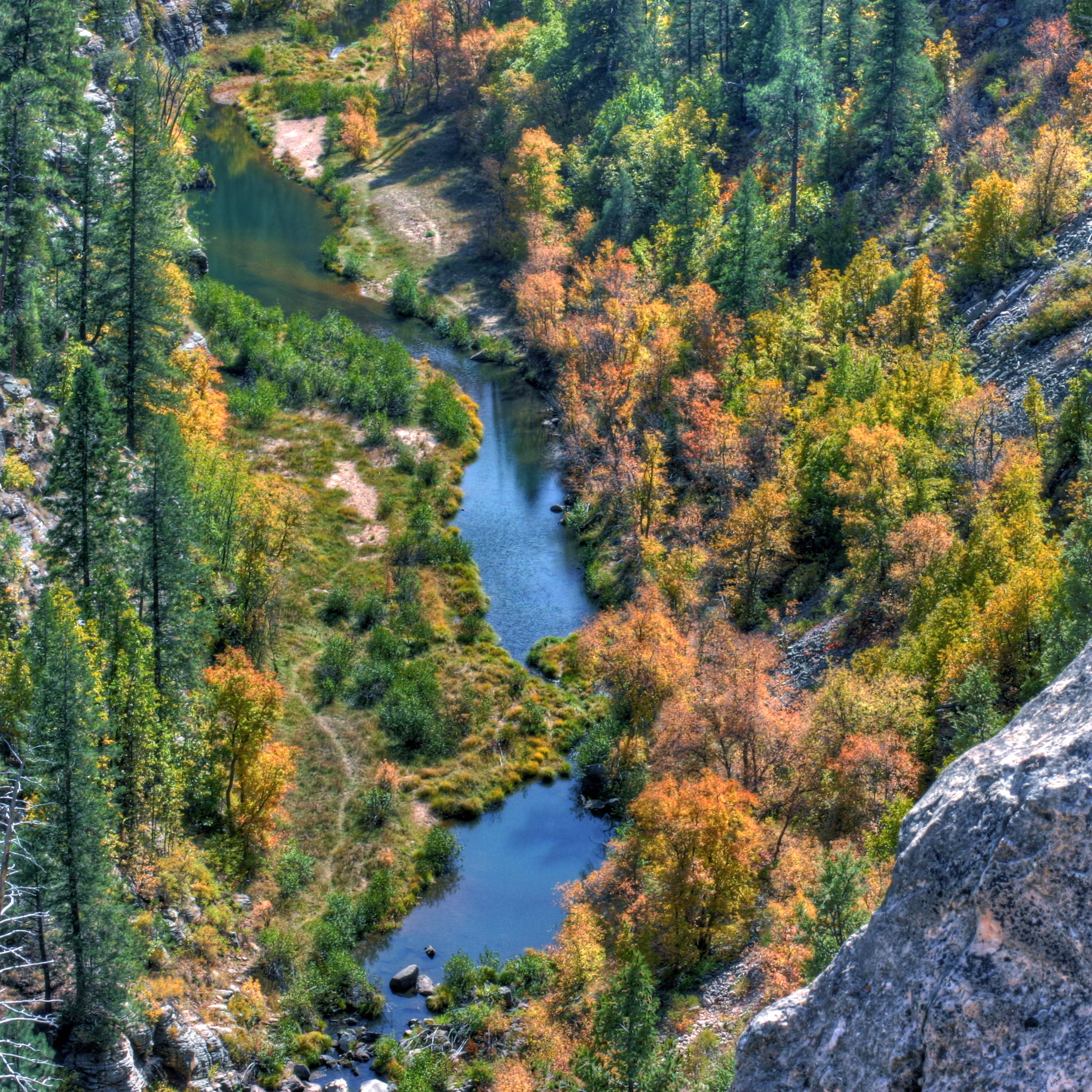
Водосховище Блю-Рідж

Шаблон:StateAbbr_ 35°42′ пн. ш. 111°30′ зх. д. / 35.7° пн. ш. 111.5° зх. д.
Округ Коконіно (англ. Coconino County) — округ (графство) у штаті Аризона. Ідентифікатор округу 04005.

## Історія
Округ утворений 1891 року.

## Демографія
За даними перепису
2000 року
загальне населення округу становило 116320 осіб, зокрема міського населення було 74568, а сільського — 41752.
Серед мешканців округу чоловіків було 58061, а жінок — 58259. В окрузі було 40448 домогосподарств, 26946 родин, які мешкали в 53443 будинках.
Середній розмір родини становив 3,36.
Віковий розподіл населення поданий у таблиці:
| Стать    | До 15 років | 15-21 | 22-29 | 30-39 | 40-49 | 50-65 | 65-85 | Понад 85 |
| -------- | ----------- | ----- | ----- | ----- | ----- | ----- | ----- | -------- |
| Чоловіки | 14143       | 7702  | 8219  | 7967  | 8650  | 7646  | 3495  | 239      |
| Жінки    | 13388       | 8022  | 7467  | 8142  | 9147  | 7684  | 3954  | 455      |

## Суміжні округи
- Кейн, Юта — північ
- Сан-Хуан, Юта — північний схід
- Навахо — схід
- Явапай — південь
- Гіла — південь
- Могаве — захід

## Виноски
1. ↑  U.S. Decennial Census. United States Census Bureau. Архів оригіналу за 26 квітня 2015. Процитовано 18 травня 2014.
2. ↑  Historical Census Browser. University of Virginia Library. Архів оригіналу за 26 грудня 2013. Процитовано 18 травня 2014.
3. ↑  Population of Counties by Decennial Census: 1900 to 1990. United States Census Bureau. Архів оригіналу за 22 лютого 2015. Процитовано 18 травня 2014.
4. ↑  Census 2000 PHC-T-4. Ranking Tables for Counties: 1990 and 2000 (PDF). United States Census Bureau. Архів оригіналу (PDF) за 18 грудня 2014. Процитовано 18 травня 2014.
5. ↑  State & County QuickFacts. United States Census Bureau. Архів оригіналу за 26 листопада 2015. Процитовано 18 травня 2014.(англ.) Наведено за англійською вікіпедією.
6. ↑  American FactFinder. Бюро перепису населення США. Архів оригіналу за 29 липня 2011. Процитовано 31 січня 2008.

| США | Це незавершена стаття з географії США. Ви можете допомогти проєкту, виправивши або дописавши її. |